# Гавриил Светогорец
Гавриил (на македонска литературна норма: Гаврил) е духовник на Македонската православна църква, игумен на Лесновския манастир от 1974 до 1990 година. Обявен е за светец от МПЦ.

## Биография
Роден е в 1926 година в Щип, тогава в Кралството на сърби, хървати и словенци, днес в Северна Македония със светското име Миялче Кирилов Парнаджиев (Мијалче Парнаџиев) в занаятчийско семейство. Основно образование, а после и гимназия завършва в родния си град. В 1944 година се вклучва в комунистическата съпротива като партизанин. В 1947 година служи в Корпуса на народната отбрана, в граничарска част. Първо е на граничния сектор край Царево село, след това в Кавадарци и на края на граничната линия на Каймакчалан. Работи като писар. Секретар е на Скоевската организация. Уволнява се като сержант с орден „Заслуги за народа“.
След демобилизацията известно време е на служба в градския народен комитет в Щип. Записва се в Художествения факултет на Белградския университет. След дипломирането в 1955 година работи като професор по изкуства и история на изкуството в гимназията и Педагогическото училище в Щип. Борко Лазески го определя като „един от най-способните педагози в Македония“. Покрай работата в училището работи и като скулптор. Неговите творби има из щипските паркове и на други места. Кметът Ристо Кадифков го награждава за приноса му към естетическото облагородяване на Щип.
В 1960 година се преселва в Скопие, където работи като скулптор. Негов е паметникът на Загиналите родолюбци от Кратовско и Ликът на работника.
В 1963 година заминава за Света гора. Гаврил обикаля различните манастири, тъй като го подозират, че е изпратен от архиепископ Доситей, глава на самопровъзгласилата се Македонска православна църква да основе „македонски“ манастир на Света гора. Замонашва се в манастира „Свети Павел“.
Връща се в Югославия и обикаля няколко манастира – Побожкия, „Успение Богородично“ край Матка и Марковия. През декември 1975 година става игумен на Лесновския манастир. Светият синод на МПЦ с решение от 30 юни 1981 година го прави архимандрит. На 28 август 1989 година, след като е избран от Синода на МПЦ, е хиротонисан в епископски сан, с титла епископ Велички. В годините на атеизма, той е истински подвижник и носител на православната исихастка традиция и преданието на Църквата, който става предпоставка за възрадането на монашеството на територията на дн. Северна Македония.
Умира на 12 януари 1990 година и е погребан до съборния храм на Лесновската света обител. Мнозина свидетелстват, че на гроба му и при отправени към него молитви стават чудеса. На 28 май 2017 година епископ Гавриил Велички е канонизиран за светец. За тържествената прослава на преподобния в катедралния храм на Щип „Свети Николай“ от Лесновския манастир са донесени светите мощи на светеца.

## Трудове
Св. Гавриил Светогорец е автор на много прозаични и поетични творби на духовно-нравствени теми.
- „33 песни за Ерусалим“ (1975)
- „Света Гора – Небесна земя“ (1978)
- „Пред най-големия юбилей на човека“ (1980)
- „2000-годишнината на християнството е на прага“ (1981),
- „Чудесата на Пресвета Богородица“ (1984, превод),
- „Правила и наредби на Православната църква за поста“ (1994)

И други научни студии с богословско, историческо и художествено съдържание.